# Omloop Het Nieuwsblad 2021
Omloop Het Nieuwsblad 2021 – 76. edycja wyścigu kolarskiego Omloop Het Nieuwsblad, która odbyła się 27 lutego 2021 na liczącej ponad 200 kilometrów trasie z Gandawy do miejscowości Ninove. Impreza kategorii 1.UWT był częścią UCI World Tour 2021.

## Uczestnicy

### Drużyny
| WorldTeams (19)- AG2R Citroën Team - Astana-Premier Tech - Bahrain Victorious - Bora-Hansgrohe - Cofidis - Deceuninck-Quick Step - EF Education-Nippo - Groupama-FDJ - Ineos Grenadiers - Intermarché-Wanty-Gobert Matériaux - Israel Start-Up Nation - Jumbo-Visma - Lotto Soudal - Movistar Team - Team BikeExchange - Team DSM - Qhubeka Assos - Trek-Segafredo - UAE Team Emirates ProTeams (6)- Arkéa-Samsic - Alpecin-Fenix - Sport Vlaanderen-Baloise - B&B Hotels p/b KTM - Bingoal-WB - Total Direct Énergie |
| |

### Lista startowa
| Trek-Segafredo TFS | Trek-Segafredo TFS      | Trek-Segafredo TFS |
| ------------------ | ----------------------- | ------------------ |
| Nr                 | Kolarz                  | Miejsce            |
| 1                  | Jasper Stuyven (BEL)    | 83.                |
| 2                  | Mads Pedersen (DEN)     | 112.               |
| 3                  | Edward Theuns (BEL)     | 86.                |
| 4                  | Ryan Mullen (IRL)       | 91.                |
| 5                  | Jakob Egholm (DEN)      | DNF                |
| 6                  | Charlie Quaterman (GBR) | DNF                |
| 7                  | Alex Kirsch (LUX)       | 63.                |

| Deceuninck-Quick Step DQT | Deceuninck-Quick Step DQT        | Deceuninck-Quick Step DQT |
| ------------------------- | -------------------------------- | ------------------------- |
| Nr                        | Kolarz                           | Miejsce                   |
| 11                        | Julian Alaphilippe (FRA) (szosa) | 57.                       |
| 12                        | Kasper Asgreen (DEN) (szosa)     | 49.                       |
| 13                        | Davide Ballerini (ITA)           | 1.                        |
| 14                        | Tim Declercq (BEL)               | DNF                       |
| 15                        | Yves Lampaert (BEL)              | 56.                       |
| 16                        | Florian Sénéchal (FRA)           | 7.                        |
| 17                        | Zdeněk Štybar (CZE)              | 125.                      |

| Lotto-Soudal LTS | Lotto-Soudal LTS         | Lotto-Soudal LTS |
| ---------------- | ------------------------ | ---------------- |
| Nr               | Kolarz                   | Miejsce          |
| 21               | Philippe Gilbert (BEL)   | 5.               |
| 22               | Frederik Frison (BEL)    | DNF              |
| 23               | Andreas Kron (DEN)       | 79.              |
| 24               | Stefano Oldani (ITA)     | 71.              |
| 25               | Brent Van Moer (BEL)     | DNF              |
| 26               | Florian Vermeersch (BEL) | DNF              |
| 27               | Tim Wellens (BEL)        | 24.              |

| Intermarché-Wanty-Gobert Matériaux IWG | Intermarché-Wanty-Gobert Matériaux IWG | Intermarché-Wanty-Gobert Matériaux IWG |
| -------------------------------------- | -------------------------------------- | -------------------------------------- |
| Nr                                     | Kolarz                                 | Miejsce                                |
| 31                                     | Aimé De Gendt (BEL)                    | 28.                                    |
| 32                                     | Jonas Koch (GER)                       | 65.                                    |
| 33                                     | Taco van der Hoorn (NED)               | 96.                                    |
| 34                                     | Andrea Pasqualon (ITA)                 | 64.                                    |
| 35                                     | Boy van Poppel (NED)                   | DNF                                    |
| 36                                     | Pieter Vanspeybrouck (BEL)             | 118.                                   |
| 37                                     | Loïc Vliegen (BEL)                     | 52.                                    |

| AG2R Citroën Team ACT | AG2R Citroën Team ACT   | AG2R Citroën Team ACT |
| --------------------- | ----------------------- | --------------------- |
| Nr                    | Kolarz                  | Miejsce               |
| 41                    | Greg Van Avermaet (BEL) | 33.                   |
| 42                    | Julien Duval (FRA)      | DNF                   |
| 43                    | Alexis Gougeard (FRA)   | DNF                   |
| 44                    | Lawrence Naesen (BEL)   | 26.                   |
| 45                    | Oliver Naesen (BEL)     | 19.                   |
| 46                    | Damien Touzé (FRA)      | 34.                   |
| 47                    | Gijs Van Hoecke (BEL)   | 122.                  |

| Astana-Premier Tech APT | Astana-Premier Tech APT  | Astana-Premier Tech APT |
| ----------------------- | ------------------------ | ----------------------- |
| Nr                      | Kolarz                   | Miejsce                 |
| 51                      | Fabio Felline (ITA)      | 106.                    |
| 52                      | Alex Aranburu (ESP)      | 6.                      |
| 53                      | Manuele Boaro (ITA)      | DNF                     |
| 54                      | Jewgienij Fiodorow (KAZ) | 123.                    |
| 55                      | Gorka Izagirre (ESP)     | 42.                     |
| 56                      | Davide Martinelli (ITA)  | 131.                    |
| 57                      | Benjamin Perry (CAN)     | 99.                     |

| Bahrain Victorious TBV | Bahrain Victorious TBV  | Bahrain Victorious TBV |
| ---------------------- | ----------------------- | ---------------------- |
| Nr                     | Kolarz                  | Miejsce                |
| 61                     | Dylan Teuns (BEL)       | 40.                    |
| 62                     | Sonny Colbrelli (ITA)   | DNF                    |
| 63                     | Marco Haller (AUT)      | 27.                    |
| 64                     | Heinrich Haussler (AUS) | 4.                     |
| 65                     | Marcel Sieberg (GER)    | DNF                    |
| 66                     | Mark Padun (UKR)        | DNF                    |
| 67                     | Stephen Williams (GBR)  | DNF                    |

| Bora-Hansgrohe BOH | Bora-Hansgrohe BOH      | Bora-Hansgrohe BOH |
| ------------------ | ----------------------- | ------------------ |
| Nr                 | Kolarz                  | Miejsce            |
| 71                 | Daniel Oss (ITA)        | 109.               |
| 72                 | Maciej Bodnar (POL)     | DNF                |
| 73                 | Marcus Burghardt (GER)  | DNF                |
| 74                 | Patrick Gamper (AUT)    | 120.               |
| 75                 | Ide Schelling (NED)     | 127.               |
| 76                 | Nils Politt (GER)       | 10.                |
| 77                 | Lukas Pöstlberger (AUT) | 59.                |

| Cofidis COF | Cofidis COF               | Cofidis COF |
| ----------- | ------------------------- | ----------- |
| Nr          | Kolarz                    | Miejsce     |
| 81          | Christophe Laporte (FRA)  | 13.         |
| 82          | Piet Allegaert (BEL)      | 54.         |
| 83          | Tom Bohli (SUI)           | 88.         |
| 84          | André Carvalho (POR)      | 77.         |
| 85          | Jean-Pierre Drucker (LUX) | 82.         |
| 86          | Emmanuel Morin (FRA)      | DNF         |
| 87          | Szymon Sajnok (POL)       | 139.        |

| EF Education-Nippo EFN | EF Education-Nippo EFN    | EF Education-Nippo EFN |
| ---------------------- | ------------------------- | ---------------------- |
| Nr                     | Kolarz                    | Miejsce                |
| 91                     | Jens Keukeleire (BEL)     | 104.                   |
| 92                     | Moreno Hofland (NED)      | DNF                    |
| 93                     | Mitchell Docker (AUS)     | 130.                   |
| 94                     | Sebastian Langeveld (NED) | 81.                    |
| 95                     | Jonas Rutsch (GER)        | 35.                    |
| 96                     | Thomas Scully (NZL)       | 134.                   |
| 97                     | Julius van den Berg (NED) | 126.                   |

| Groupama-FDJ GFC | Groupama-FDJ GFC            | Groupama-FDJ GFC |
| ---------------- | --------------------------- | ---------------- |
| Nr               | Kolarz                      | Miejsce          |
| 101              | Stefan Küng (SUI) (szosa)   | 38.              |
| 102              | Antoine Duchesne (CAN)      | 103.             |
| 103              | Kevin Geniets (LUX) (szosa) | 9.               |
| 104              | Miles Scotson (AUS)         | 61.              |
| 105              | Fabian Lienhard (SUI)       | 107.             |
| 106              | Tobias Ludvigsson (SWE)     | 80.              |
| 107              | Jake Stewart (GBR)          | 2.               |

| Ineos Grenadiers IGD | Ineos Grenadiers IGD   | Ineos Grenadiers IGD |
| -------------------- | ---------------------- | -------------------- |
| Nr                   | Kolarz                 | Miejsce              |
| 111                  | Leonardo Basso (ITA)   | 114.                 |
| 112                  | Owain Doull (GBR)      | 22.                  |
| 113                  | Ethan Hayter (GBR)     | 66.                  |
| 114                  | Gianni Moscon (ITA)    | 45.                  |
| 115                  | Jhonatan Narváez (ECU) | 39.                  |
| 116                  | Thomas Pidcock (GBR)   | 55.                  |
| 117                  | Michał Gołaś (POL)     | 113.                 |

| Israel Start-Up Nation ISN | Israel Start-Up Nation ISN | Israel Start-Up Nation ISN |
| -------------------------- | -------------------------- | -------------------------- |
| Nr                         | Kolarz                     | Miejsce                    |
| 121                        | Sep Vanmarcke (BEL)        | 3.                         |
| 122                        | Jenthe Biermans (BEL)      | DNF                        |
| 123                        | Reto Hollenstein (SUI)     | DNS                        |
| 124                        | Norman Vahtra (EST)        | 111.                       |
| 125                        | Mads Würtz Schmidt (DEN)   | 73.                        |
| 126                        | Guillaume Boivin (CAN)     | DNS                        |
| 127                        | Tom Van Asbroeck (BEL)     | 18.                        |

| Jumbo-Visma TJV | Jumbo-Visma TJV            | Jumbo-Visma TJV |
| --------------- | -------------------------- | --------------- |
| Nr              | Kolarz                     | Miejsce         |
| 131             | Olav Kooij (NED)           | 89.             |
| 132             | Edoardo Affini (ITA)       | DNF             |
| 133             | Pascal Eenkhoorn (NED)     | 51.             |
| 134             | Paul Martens (GER)         | DNF             |
| 135             | Timo Roosen (NED)          | 41.             |
| 136             | Nathan Van Hooydonck (BEL) | 46.             |
| 137             | Maarten Wynants (BEL)      | 92.             |

| Movistar Team MOV | Movistar Team MOV         | Movistar Team MOV |
| ----------------- | ------------------------- | ----------------- |
| Nr                | Kolarz                    | Miejsce           |
| 141               | Imanol Erviti (ESP)       | 135.              |
| 142               | Iván García Cortina (ESP) | 11.               |
| 143               | Juri Hollmann (GER)       | 76.               |
| 144               | Johan Jacobs (SUI)        | 53.               |
| 145               | Mathias Norsgaard (DEN)   | 94.               |
| 146               | Gonzalo Serrano (ESP)     | 21.               |
| 147               | Sebastián Mora (ESP)      | 110.              |

| BikeExchange BEX | BikeExchange BEX              | BikeExchange BEX |
| ---------------- | ----------------------------- | ---------------- |
| Nr               | Kolarz                        | Miejsce          |
| 151              | Luke Durbridge (AUS)          | 44.              |
| 152              | Alexander Edmondson (AUS)     | 108.             |
| 153              | Amund Grøndahl Jansen (NOR)   | 36.              |
| 154              | Christopher Juul-Jensen (DEN) | DNF              |
| 155              | Callum Scotson (AUS)          | 137.             |
| 156              | Dion Smith (NZL)              | 84.              |
| 157              | Robert Stannard (AUS)         | 101.             |

| Team DSM DSM | Team DSM DSM               | Team DSM DSM |
| ------------ | -------------------------- | ------------ |
| Nr           | Kolarz                     | Miejsce      |
| 161          | Tiesj Benoot (BEL)         | 29.          |
| 162          | Romain Bardet (FRA)        | 62.          |
| 163          | Niklas Märkl (GER)         | DNF          |
| 164          | Søren Kragh Andersen (DEN) | 23.          |
| 165          | Joris Nieuwenhuis (NED)    | 78.          |
| 166          | Casper Pedersen (DEN)      | DNF          |
| 167          | Jasha Sütterlin (GER)      | DNF          |

| Qhubeka Assos TQA | Qhubeka Assos TQA        | Qhubeka Assos TQA |
| ----------------- | ------------------------ | ----------------- |
| Nr                | Kolarz                   | Miejsce           |
| 171               | Carlos Barbero (ESP)     | 75.               |
| 172               | Victor Campenaerts (BEL) | 48.               |
| 173               | Dimitri Claeys (BEL)     | 30.               |
| 174               | Michael Gogl (AUT)       | 37.               |
| 175               | Sander Armée (BEL)       | 121.              |
| 176               | Emil Vinjebo (DEN)       | DNF               |
| 177               | Łukasz Wiśniowski (POL)  | 32.               |

| UAE Team Emirates UAD | UAE Team Emirates UAD           | UAE Team Emirates UAD |
| --------------------- | ------------------------------- | --------------------- |
| Nr                    | Kolarz                          | Miejsce               |
| 181                   | Alexander Kristoff (NOR)        | 58.                   |
| 182                   | Sven Erik Bystrøm (NOR) (szosa) | 47.                   |
| 183                   | Ryan Gibbons (RSA) (szosa)      | 136.                  |
| 184                   | Vegard Stake Laengen (NOR)      | 128.                  |
| 185                   | Marco Marcato (ITA)             | 60.                   |
| 186                   | Matteo Trentin (ITA)            | 8.                    |
| 187                   | Oliviero Troia (ITA)            | DNF                   |

| Alpecin-Fenix AFC | Alpecin-Fenix AFC            | Alpecin-Fenix AFC |
| ----------------- | ---------------------------- | ----------------- |
| Nr                | Kolarz                       | Miejsce           |
| 191               | Dries De Bondt (BEL) (szosa) | 20.               |
| 192               | Silvan Dillier (SUI)         | 14.               |
| 193               | Senne Leysen (BEL)           | 93.               |
| 194               | Xandro Meurisse (BEL)        | 68.               |
| 195               | Oscar Riesebeek (NED)        | 70.               |
| 196               | Jasper Philipsen (BEL)       | 124.              |
| 197               | Otto Vergaerde (BEL)         | DNF               |

| Bingoal-WB BWB | Bingoal-WB BWB         | Bingoal-WB BWB |
| -------------- | ---------------------- | -------------- |
| Nr             | Kolarz                 | Miejsce        |
| 201            | Sean De Bie (BEL)      | DNF            |
| 202            | Arjen Livyns (BEL)     | 43.            |
| 203            | Milan Menten (BEL)     | 72.            |
| 204            | Dimitri Peyskens (BEL) | DNF            |
| 205            | Ludovic Robeet (BEL)   | 133.           |
| 206            | Joël Suter (SUI)       | 50.            |
| 207            | Tom Wirtgen (LUX)      | 87.            |

| Sport Vlaanderen-Baloise SVB | Sport Vlaanderen-Baloise SVB | Sport Vlaanderen-Baloise SVB |
| ---------------------------- | ---------------------------- | ---------------------------- |
| Nr                           | Kolarz                       | Miejsce                      |
| 211                          | Cédric Beullens (BEL)        | 17.                          |
| 212                          | Alex Colman (BEL)            | 119.                         |
| 213                          | Kenny De Ketele (BEL)        | DNF                          |
| 214                          | Aaron Van Poucke (BEL)       | 102.                         |
| 215                          | Kenneth Van Rooy (BEL)       | 67.                          |
| 216                          | Jordi Warlop (BEL)           | 25.                          |
| 217                          | Thimo Willems (BEL)          | 85.                          |

| B&B Hotels p/b KTM BBK | B&B Hotels p/b KTM BBK  | B&B Hotels p/b KTM BBK |
| ---------------------- | ----------------------- | ---------------------- |
| Nr                     | Kolarz                  | Miejsce                |
| 221                    | Jens Debusschere (BEL)  | 117.                   |
| 222                    | Frederik Backaert (BEL) | 74.                    |
| 223                    | Cyril Barthe (FRA)      | 31.                    |
| 224                    | Bert De Backer (BEL)    | 129.                   |
| 225                    | Bryan Coquard (FRA)     | 16.                    |
| 226                    | Jérémy Lecroq (FRA)     | 132.                   |
| 227                    | Cyril Lemoine (FRA)     | 116.                   |

| Arkéa-Samsic ARK | Arkéa-Samsic ARK        | Arkéa-Samsic ARK |
| ---------------- | ----------------------- | ---------------- |
| Nr               | Kolarz                  | Miejsce          |
| 231              | Amaury Capiot (BEL)     | 12.              |
| 232              | Benjamin Declercq (BEL) | 95.              |
| 233              | Matis Louvel (FRA)      | 140.             |
| 234              | Christophe Noppe (BEL)  | 100.             |
| 235              | Daniel McLay (GBR)      | 97.              |
| 236              | Donavan Grondin (FRA)   | DNF              |
| 237              | Connor Swift (GBR)      | 105.             |

| Total Direct Énergie TDE | Total Direct Énergie TDE   | Total Direct Énergie TDE |
| ------------------------ | -------------------------- | ------------------------ |
| Nr                       | Kolarz                     | Miejsce                  |
| 241                      | Niki Terpstra (NED)        | 69.                      |
| 242                      | Edvald Boasson Hagen (NOR) | 98.                      |
| 243                      | Christopher Lawless (GBR)  | DNF                      |
| 244                      | Adrien Petit (FRA)         | 115.                     |
| 245                      | Damien Gaudin (FRA)        | 138.                     |
| 246                      | Anthony Turgis (FRA)       | 15.                      |
| 247                      | Dries Van Gestel (BEL)     | 90.                      |

| Trek-Segafredo TFS | Trek-Segafredo TFS      | Trek-Segafredo TFS |
| ------------------ | ----------------------- | ------------------ |
| Nr                 | Kolarz                  | Miejsce            |
| 1                  | Jasper Stuyven (BEL)    | 83.                |
| 2                  | Mads Pedersen (DEN)     | 112.               |
| 3                  | Edward Theuns (BEL)     | 86.                |
| 4                  | Ryan Mullen (IRL)       | 91.                |
| 5                  | Jakob Egholm (DEN)      | DNF                |
| 6                  | Charlie Quaterman (GBR) | DNF                |
| 7                  | Alex Kirsch (LUX)       | 63.                |

| Deceuninck-Quick Step DQT | Deceuninck-Quick Step DQT        | Deceuninck-Quick Step DQT |
| ------------------------- | -------------------------------- | ------------------------- |
| Nr                        | Kolarz                           | Miejsce                   |
| 11                        | Julian Alaphilippe (FRA) (szosa) | 57.                       |
| 12                        | Kasper Asgreen (DEN) (szosa)     | 49.                       |
| 13                        | Davide Ballerini (ITA)           | 1.                        |
| 14                        | Tim Declercq (BEL)               | DNF                       |
| 15                        | Yves Lampaert (BEL)              | 56.                       |
| 16                        | Florian Sénéchal (FRA)           | 7.                        |
| 17                        | Zdeněk Štybar (CZE)              | 125.                      |

| Lotto-Soudal LTS | Lotto-Soudal LTS         | Lotto-Soudal LTS |
| ---------------- | ------------------------ | ---------------- |
| Nr               | Kolarz                   | Miejsce          |
| 21               | Philippe Gilbert (BEL)   | 5.               |
| 22               | Frederik Frison (BEL)    | DNF              |
| 23               | Andreas Kron (DEN)       | 79.              |
| 24               | Stefano Oldani (ITA)     | 71.              |
| 25               | Brent Van Moer (BEL)     | DNF              |
| 26               | Florian Vermeersch (BEL) | DNF              |
| 27               | Tim Wellens (BEL)        | 24.              |

| Intermarché-Wanty-Gobert Matériaux IWG | Intermarché-Wanty-Gobert Matériaux IWG | Intermarché-Wanty-Gobert Matériaux IWG |
| -------------------------------------- | -------------------------------------- | -------------------------------------- |
| Nr                                     | Kolarz                                 | Miejsce                                |
| 31                                     | Aimé De Gendt (BEL)                    | 28.                                    |
| 32                                     | Jonas Koch (GER)                       | 65.                                    |
| 33                                     | Taco van der Hoorn (NED)               | 96.                                    |
| 34                                     | Andrea Pasqualon (ITA)                 | 64.                                    |
| 35                                     | Boy van Poppel (NED)                   | DNF                                    |
| 36                                     | Pieter Vanspeybrouck (BEL)             | 118.                                   |
| 37                                     | Loïc Vliegen (BEL)                     | 52.                                    |

| AG2R Citroën Team ACT | AG2R Citroën Team ACT   | AG2R Citroën Team ACT |
| --------------------- | ----------------------- | --------------------- |
| Nr                    | Kolarz                  | Miejsce               |
| 41                    | Greg Van Avermaet (BEL) | 33.                   |
| 42                    | Julien Duval (FRA)      | DNF                   |
| 43                    | Alexis Gougeard (FRA)   | DNF                   |
| 44                    | Lawrence Naesen (BEL)   | 26.                   |
| 45                    | Oliver Naesen (BEL)     | 19.                   |
| 46                    | Damien Touzé (FRA)      | 34.                   |
| 47                    | Gijs Van Hoecke (BEL)   | 122.                  |

| Astana-Premier Tech APT | Astana-Premier Tech APT  | Astana-Premier Tech APT |
| ----------------------- | ------------------------ | ----------------------- |
| Nr                      | Kolarz                   | Miejsce                 |
| 51                      | Fabio Felline (ITA)      | 106.                    |
| 52                      | Alex Aranburu (ESP)      | 6.                      |
| 53                      | Manuele Boaro (ITA)      | DNF                     |
| 54                      | Jewgienij Fiodorow (KAZ) | 123.                    |
| 55                      | Gorka Izagirre (ESP)     | 42.                     |
| 56                      | Davide Martinelli (ITA)  | 131.                    |
| 57                      | Benjamin Perry (CAN)     | 99.                     |

| Bahrain Victorious TBV | Bahrain Victorious TBV  | Bahrain Victorious TBV |
| ---------------------- | ----------------------- | ---------------------- |
| Nr                     | Kolarz                  | Miejsce                |
| 61                     | Dylan Teuns (BEL)       | 40.                    |
| 62                     | Sonny Colbrelli (ITA)   | DNF                    |
| 63                     | Marco Haller (AUT)      | 27.                    |
| 64                     | Heinrich Haussler (AUS) | 4.                     |
| 65                     | Marcel Sieberg (GER)    | DNF                    |
| 66                     | Mark Padun (UKR)        | DNF                    |
| 67                     | Stephen Williams (GBR)  | DNF                    |

| Bora-Hansgrohe BOH | Bora-Hansgrohe BOH      | Bora-Hansgrohe BOH |
| ------------------ | ----------------------- | ------------------ |
| Nr                 | Kolarz                  | Miejsce            |
| 71                 | Daniel Oss (ITA)        | 109.               |
| 72                 | Maciej Bodnar (POL)     | DNF                |
| 73                 | Marcus Burghardt (GER)  | DNF                |
| 74                 | Patrick Gamper (AUT)    | 120.               |
| 75                 | Ide Schelling (NED)     | 127.               |
| 76                 | Nils Politt (GER)       | 10.                |
| 77                 | Lukas Pöstlberger (AUT) | 59.                |

| Cofidis COF | Cofidis COF               | Cofidis COF |
| ----------- | ------------------------- | ----------- |
| Nr          | Kolarz                    | Miejsce     |
| 81          | Christophe Laporte (FRA)  | 13.         |
| 82          | Piet Allegaert (BEL)      | 54.         |
| 83          | Tom Bohli (SUI)           | 88.         |
| 84          | André Carvalho (POR)      | 77.         |
| 85          | Jean-Pierre Drucker (LUX) | 82.         |
| 86          | Emmanuel Morin (FRA)      | DNF         |
| 87          | Szymon Sajnok (POL)       | 139.        |

| EF Education-Nippo EFN | EF Education-Nippo EFN    | EF Education-Nippo EFN |
| ---------------------- | ------------------------- | ---------------------- |
| Nr                     | Kolarz                    | Miejsce                |
| 91                     | Jens Keukeleire (BEL)     | 104.                   |
| 92                     | Moreno Hofland (NED)      | DNF                    |
| 93                     | Mitchell Docker (AUS)     | 130.                   |
| 94                     | Sebastian Langeveld (NED) | 81.                    |
| 95                     | Jonas Rutsch (GER)        | 35.                    |
| 96                     | Thomas Scully (NZL)       | 134.                   |
| 97                     | Julius van den Berg (NED) | 126.                   |

| Groupama-FDJ GFC | Groupama-FDJ GFC            | Groupama-FDJ GFC |
| ---------------- | --------------------------- | ---------------- |
| Nr               | Kolarz                      | Miejsce          |
| 101              | Stefan Küng (SUI) (szosa)   | 38.              |
| 102              | Antoine Duchesne (CAN)      | 103.             |
| 103              | Kevin Geniets (LUX) (szosa) | 9.               |
| 104              | Miles Scotson (AUS)         | 61.              |
| 105              | Fabian Lienhard (SUI)       | 107.             |
| 106              | Tobias Ludvigsson (SWE)     | 80.              |
| 107              | Jake Stewart (GBR)          | 2.               |

| Ineos Grenadiers IGD | Ineos Grenadiers IGD   | Ineos Grenadiers IGD |
| -------------------- | ---------------------- | -------------------- |
| Nr                   | Kolarz                 | Miejsce              |
| 111                  | Leonardo Basso (ITA)   | 114.                 |
| 112                  | Owain Doull (GBR)      | 22.                  |
| 113                  | Ethan Hayter (GBR)     | 66.                  |
| 114                  | Gianni Moscon (ITA)    | 45.                  |
| 115                  | Jhonatan Narváez (ECU) | 39.                  |
| 116                  | Thomas Pidcock (GBR)   | 55.                  |
| 117                  | Michał Gołaś (POL)     | 113.                 |

| Israel Start-Up Nation ISN | Israel Start-Up Nation ISN | Israel Start-Up Nation ISN |
| -------------------------- | -------------------------- | -------------------------- |
| Nr                         | Kolarz                     | Miejsce                    |
| 121                        | Sep Vanmarcke (BEL)        | 3.                         |
| 122                        | Jenthe Biermans (BEL)      | DNF                        |
| 123                        | Reto Hollenstein (SUI)     | DNS                        |
| 124                        | Norman Vahtra (EST)        | 111.                       |
| 125                        | Mads Würtz Schmidt (DEN)   | 73.                        |
| 126                        | Guillaume Boivin (CAN)     | DNS                        |
| 127                        | Tom Van Asbroeck (BEL)     | 18.                        |

| Jumbo-Visma TJV | Jumbo-Visma TJV            | Jumbo-Visma TJV |
| --------------- | -------------------------- | --------------- |
| Nr              | Kolarz                     | Miejsce         |
| 131             | Olav Kooij (NED)           | 89.             |
| 132             | Edoardo Affini (ITA)       | DNF             |
| 133             | Pascal Eenkhoorn (NED)     | 51.             |
| 134             | Paul Martens (GER)         | DNF             |
| 135             | Timo Roosen (NED)          | 41.             |
| 136             | Nathan Van Hooydonck (BEL) | 46.             |
| 137             | Maarten Wynants (BEL)      | 92.             |

| Movistar Team MOV | Movistar Team MOV         | Movistar Team MOV |
| ----------------- | ------------------------- | ----------------- |
| Nr                | Kolarz                    | Miejsce           |
| 141               | Imanol Erviti (ESP)       | 135.              |
| 142               | Iván García Cortina (ESP) | 11.               |
| 143               | Juri Hollmann (GER)       | 76.               |
| 144               | Johan Jacobs (SUI)        | 53.               |
| 145               | Mathias Norsgaard (DEN)   | 94.               |
| 146               | Gonzalo Serrano (ESP)     | 21.               |
| 147               | Sebastián Mora (ESP)      | 110.              |

| BikeExchange BEX | BikeExchange BEX              | BikeExchange BEX |
| ---------------- | ----------------------------- | ---------------- |
| Nr               | Kolarz                        | Miejsce          |
| 151              | Luke Durbridge (AUS)          | 44.              |
| 152              | Alexander Edmondson (AUS)     | 108.             |
| 153              | Amund Grøndahl Jansen (NOR)   | 36.              |
| 154              | Christopher Juul-Jensen (DEN) | DNF              |
| 155              | Callum Scotson (AUS)          | 137.             |
| 156              | Dion Smith (NZL)              | 84.              |
| 157              | Robert Stannard (AUS)         | 101.             |

| Team DSM DSM | Team DSM DSM               | Team DSM DSM |
| ------------ | -------------------------- | ------------ |
| Nr           | Kolarz                     | Miejsce      |
| 161          | Tiesj Benoot (BEL)         | 29.          |
| 162          | Romain Bardet (FRA)        | 62.          |
| 163          | Niklas Märkl (GER)         | DNF          |
| 164          | Søren Kragh Andersen (DEN) | 23.          |
| 165          | Joris Nieuwenhuis (NED)    | 78.          |
| 166          | Casper Pedersen (DEN)      | DNF          |
| 167          | Jasha Sütterlin (GER)      | DNF          |

| Qhubeka Assos TQA | Qhubeka Assos TQA        | Qhubeka Assos TQA |
| ----------------- | ------------------------ | ----------------- |
| Nr                | Kolarz                   | Miejsce           |
| 171               | Carlos Barbero (ESP)     | 75.               |
| 172               | Victor Campenaerts (BEL) | 48.               |
| 173               | Dimitri Claeys (BEL)     | 30.               |
| 174               | Michael Gogl (AUT)       | 37.               |
| 175               | Sander Armée (BEL)       | 121.              |
| 176               | Emil Vinjebo (DEN)       | DNF               |
| 177               | Łukasz Wiśniowski (POL)  | 32.               |

| UAE Team Emirates UAD | UAE Team Emirates UAD           | UAE Team Emirates UAD |
| --------------------- | ------------------------------- | --------------------- |
| Nr                    | Kolarz                          | Miejsce               |
| 181                   | Alexander Kristoff (NOR)        | 58.                   |
| 182                   | Sven Erik Bystrøm (NOR) (szosa) | 47.                   |
| 183                   | Ryan Gibbons (RSA) (szosa)      | 136.                  |
| 184                   | Vegard Stake Laengen (NOR)      | 128.                  |
| 185                   | Marco Marcato (ITA)             | 60.                   |
| 186                   | Matteo Trentin (ITA)            | 8.                    |
| 187                   | Oliviero Troia (ITA)            | DNF                   |

| Alpecin-Fenix AFC | Alpecin-Fenix AFC            | Alpecin-Fenix AFC |
| ----------------- | ---------------------------- | ----------------- |
| Nr                | Kolarz                       | Miejsce           |
| 191               | Dries De Bondt (BEL) (szosa) | 20.               |
| 192               | Silvan Dillier (SUI)         | 14.               |
| 193               | Senne Leysen (BEL)           | 93.               |
| 194               | Xandro Meurisse (BEL)        | 68.               |
| 195               | Oscar Riesebeek (NED)        | 70.               |
| 196               | Jasper Philipsen (BEL)       | 124.              |
| 197               | Otto Vergaerde (BEL)         | DNF               |

| Bingoal-WB BWB | Bingoal-WB BWB         | Bingoal-WB BWB |
| -------------- | ---------------------- | -------------- |
| Nr             | Kolarz                 | Miejsce        |
| 201            | Sean De Bie (BEL)      | DNF            |
| 202            | Arjen Livyns (BEL)     | 43.            |
| 203            | Milan Menten (BEL)     | 72.            |
| 204            | Dimitri Peyskens (BEL) | DNF            |
| 205            | Ludovic Robeet (BEL)   | 133.           |
| 206            | Joël Suter (SUI)       | 50.            |
| 207            | Tom Wirtgen (LUX)      | 87.            |

| Sport Vlaanderen-Baloise SVB | Sport Vlaanderen-Baloise SVB | Sport Vlaanderen-Baloise SVB |
| ---------------------------- | ---------------------------- | ---------------------------- |
| Nr                           | Kolarz                       | Miejsce                      |
| 211                          | Cédric Beullens (BEL)        | 17.                          |
| 212                          | Alex Colman (BEL)            | 119.                         |
| 213                          | Kenny De Ketele (BEL)        | DNF                          |
| 214                          | Aaron Van Poucke (BEL)       | 102.                         |
| 215                          | Kenneth Van Rooy (BEL)       | 67.                          |
| 216                          | Jordi Warlop (BEL)           | 25.                          |
| 217                          | Thimo Willems (BEL)          | 85.                          |

| B&B Hotels p/b KTM BBK | B&B Hotels p/b KTM BBK  | B&B Hotels p/b KTM BBK |
| ---------------------- | ----------------------- | ---------------------- |
| Nr                     | Kolarz                  | Miejsce                |
| 221                    | Jens Debusschere (BEL)  | 117.                   |
| 222                    | Frederik Backaert (BEL) | 74.                    |
| 223                    | Cyril Barthe (FRA)      | 31.                    |
| 224                    | Bert De Backer (BEL)    | 129.                   |
| 225                    | Bryan Coquard (FRA)     | 16.                    |
| 226                    | Jérémy Lecroq (FRA)     | 132.                   |
| 227                    | Cyril Lemoine (FRA)     | 116.                   |

| Arkéa-Samsic ARK | Arkéa-Samsic ARK        | Arkéa-Samsic ARK |
| ---------------- | ----------------------- | ---------------- |
| Nr               | Kolarz                  | Miejsce          |
| 231              | Amaury Capiot (BEL)     | 12.              |
| 232              | Benjamin Declercq (BEL) | 95.              |
| 233              | Matis Louvel (FRA)      | 140.             |
| 234              | Christophe Noppe (BEL)  | 100.             |
| 235              | Daniel McLay (GBR)      | 97.              |
| 236              | Donavan Grondin (FRA)   | DNF              |
| 237              | Connor Swift (GBR)      | 105.             |

| Total Direct Énergie TDE | Total Direct Énergie TDE   | Total Direct Énergie TDE |
| ------------------------ | -------------------------- | ------------------------ |
| Nr                       | Kolarz                     | Miejsce                  |
| 241                      | Niki Terpstra (NED)        | 69.                      |
| 242                      | Edvald Boasson Hagen (NOR) | 98.                      |
| 243                      | Christopher Lawless (GBR)  | DNF                      |
| 244                      | Adrien Petit (FRA)         | 115.                     |
| 245                      | Damien Gaudin (FRA)        | 138.                     |
| 246                      | Anthony Turgis (FRA)       | 15.                      |
| 247                      | Dries Van Gestel (BEL)     | 90.                      |

Legenda: DNF – nie ukończył, OTL – przekroczył limit czasu, DNS – nie wystartował, DSQ – zdyskwalifikowany.

## Klasyfikacja generalna
| \| Klasyfikacja generalna \| Klasyfikacja generalna \| Klasyfikacja generalna \| Klasyfikacja generalna \| Klasyfikacja generalna \| \| Kolarz \| Kolarz \| Państwo \| Drużyna \| Czas \| \| ---------------------- \| ---------------------- \| ---------------------- \| ---------------------- \| ---------------------- \| \| 1. \| Davide Ballerini \| Włochy \| Deceuninck-Quick Step \| 4h 43' 03" \| \| 2. \| Jake Stewart \| Wielka Brytania \| Groupama-FDJ \| + 0" \| \| 3. \| Sep Vanmarcke \| Belgia \| Israel Start-Up Nation \| + 0" \| \| 4. \| Heinrich Haussler \| Australia \| Bahrain Victorious \| + 0" \| \| 5. \| Philippe Gilbert \| Belgia \| Lotto-Soudal \| + 0" \| \| 6. \| Alex Aranburu \| Hiszpania \| Astana-Premier Tech \| + 0" \| \| 7. \| Florian Sénéchal \| Francja \| Deceuninck-Quick Step \| + 0" \| \| 8. \| Matteo Trentin \| Włochy \| UAE Team Emirates \| + 0" \| \| 9. \| Kevin Geniets \| Luksemburg \| Groupama-FDJ \| + 0" \| \| 10. \| Nils Politt \| Niemcy \| Bora-Hansgrohe \| + 0" \| |                   |                 |                        |            |
| |                   |                 |                        |            |
| Źródło: ProCyclingStats |                   |                 |                        |            |
| Klasyfikacja generalna |                   |                 |                        |            |
| Kolarz | Kolarz            | Państwo         | Drużyna                | Czas       |
| 1. | Davide Ballerini  | Włochy          | Deceuninck-Quick Step  | 4h 43' 03" |
| 2. | Jake Stewart      | Wielka Brytania | Groupama-FDJ           | + 0"       |
| 3. | Sep Vanmarcke     | Belgia          | Israel Start-Up Nation | + 0"       |
| 4. | Heinrich Haussler | Australia       | Bahrain Victorious     | + 0"       |
| 5. | Philippe Gilbert  | Belgia          | Lotto-Soudal           | + 0"       |
| 6. | Alex Aranburu     | Hiszpania       | Astana-Premier Tech    | + 0"       |
| 7. | Florian Sénéchal  | Francja         | Deceuninck-Quick Step  | + 0"       |
| 8. | Matteo Trentin    | Włochy          | UAE Team Emirates      | + 0"       |
| 9. | Kevin Geniets     | Luksemburg      | Groupama-FDJ           | + 0"       |
| 10. | Nils Politt       | Niemcy          | Bora-Hansgrohe         | + 0"       |